# Cotești (okręg Ardżesz)
Cotești – wieś w Rumunii, w okręgu Ardżesz, w gminie Godeni. W 2011 roku liczyła 694 mieszkańców.